# Ley del Congreso (Estados Unidos)

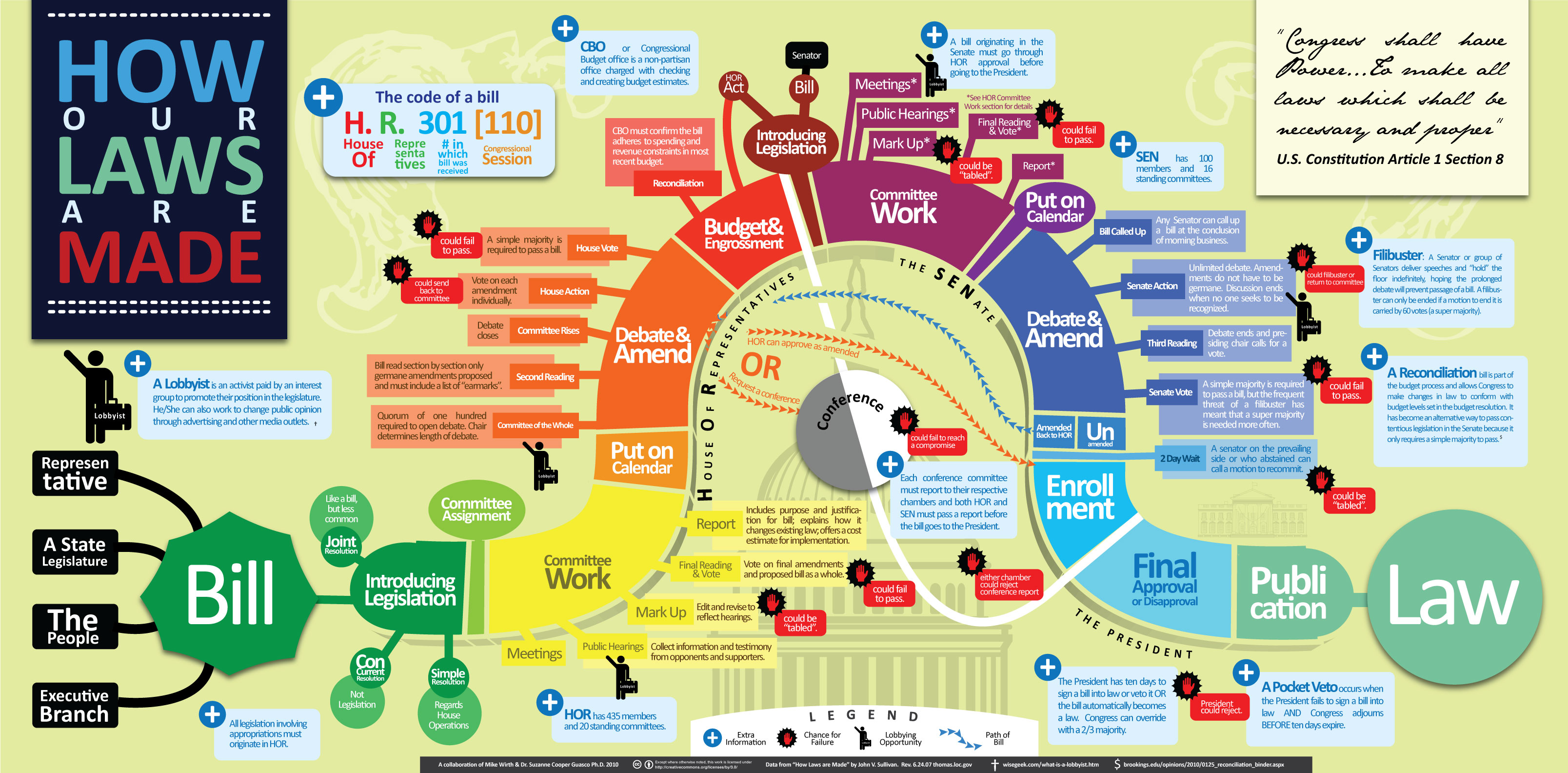
Representación esquemática del procedimiento legislativo del Congreso de los EE. UU.

En los Estados Unidos, una ley del Congreso (en inglés: Act of Congress, lit. 'Acta del Congreso') es una ley adoptada por el Congreso de los Estados Unidos.

## Contenido
Las leyes del Congreso de los Estados Unidos pueden tener contenido relativo al Derecho público (Public Law), si se refieren al público en general, o al Derecho privado (Private Law), si se refieren a instituciones o personas específicas.
Desde 1957, todas las leyes del Congreso han sido designados como "Public Law X-Y" o "Private Law XY", donde X es el número de la legislatura del Congreso e Y se refiere al orden secuencial del proyecto de ley (cuando fue promulgado).

## Promulgación

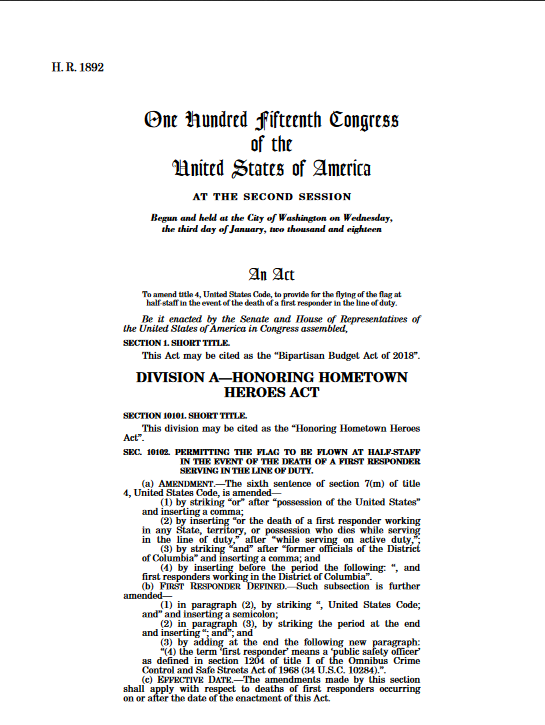
[https://www.congress.gov/bill/115th-congress/house-bill/1892/text H.R.1892 - Ley de presupuesto bipartidista de 2018.

Una ley aprobada por mayoría simple en ambas cámaras del Congreso se promulga, o adquiere fuerza de ley, en una de las siguientes formas:
1. Firma del presidente de los Estados Unidos.
2. No siendo objeto de veto presidencial en los diez días siguientes (domingos excluidos), mientras el Congreso está en período de sesiones.
3. Reconsideración por el Congreso después de un veto presidencial durante su período de sesiones.(un proyecto de ley debe recibir un voto de 2/3 de la mayoría en ambas cámaras para superar el veto del presidente).

El presidente promulga las leyes del Congreso por los dos primeros métodos. En el caso del tercer método, la ley es promulgada por el presidente de la cámara que examinó el texto en último lugar.
Conforme a la Constitución de los Estados Unidos, si el presidente no devuelve un proyecto de ley o resolución al Congreso con objeciones antes de que expire el plazo para ello, el proyecto de ley se convierte automáticamente en una ley, sin embargo, si la legislatura del Congreso concluyó su período de sesiones, el proyecto de ley muere y no puede ser examinado de nuevo (veto implícito). Además, si el presidente rechaza un proyecto de ley o resolución mientras el Congreso está en sesión, se requiere el voto conforme de dos tercios de ambas cámaras del Congreso para que la reconsideración tenga éxito.
La promulgación, en el sentido de proclamar y publicar la ley, se lleva a cabo por el presidente, o por el presidente de la cámara correspondiente en el caso de un veto superado, entregando la ley al Archivista de los Estados Unidos. Después de que recibe la ley, el archivista dispone su publicación como una ley individual (slip law) en los United States Statutes at Large. A partir de entonces, los cambios introducidos se incorporan en el Código de los Estados Unidos.

## Inconstitucionalidad
Una ley del Congreso que viole la Constitución puede ser declarada inconstitucional por los tribunales. La declaración judicial de inconstitucionalidad de una ley no elimina la ley de los Statutes at Large, pero impide que la ley sea aplicada. Sin embargo, las futuras publicaciones de la ley son anotados con advertencias que indican que la ley no es una ley constitucionalmente válida.